# Bargauer Horn (Naturschutzgebiet)
Das Bargauer Horn ist ein Naturschutzgebiet auf dem Gebiet der baden-württembergischen Stadt Schwäbisch Gmünd im Ostalbkreis.

## Kenndaten
Das Gebiet wurde mit Verordnung des damals zuständigen württembergischen Kultusministers vom 9. Mai 1939 als Naturschutzgebiet ausgewiesen und hat eine Größe von 25,2 Hektar. Es wird unter der Schutzgebietsnummer 1.009 geführt. Der CDDA-Code für das Naturschutzgebiet lautet 81363 und entspricht der WDPA-ID.

## Lage
Das Schutzgebiet liegt rund zwei Kilometer östlich von Weiler in den Bergen, einem Stadtteil von Schwäbisch Gmünd, am steilen Südwesthang des Berges Bargauer Horn. Es liegt im 2.533 Hektar großen FFH-Gebiet Nr. 7224-342 Albtrauf Donzdorf-Heubach und ist vom 2.887 Hektar großen Landschaftsschutzgebiet Kaltes Feld bis Rosenstein vollständig umschlossen.
Das NSG Bargauer Horn liegt an der Grenze zwischen den Naturräumen 096-Albuch und Härtsfeld (naturräumliche Haupteinheit 09-Schwäbische Alb) und 102-Östliches Albvorland.

## Schutzzweck
Auf dem Südwesthang auf Weißem Jura Beta und Gamma bestehen Trockenwälder, Wacholder-Schafweide und Gebüschgruppen. Von besonderem wissenschaftlichem und heimatkundlichem Wert ist die in großer Reichhaltigkeit vorhandene Pflanzengemeinschaft der Steppenheide. Ebenfalls besonders wertvoll ist die Umgebung des aufgegebenen Weißjura-Steinbruchs mit vielen schönen Geröllpflanzen.